# تد هیلی

تد هیلی (انگلیسی: Ted Healy؛ ۱ اکتبر ۱۸۹۶ – ۲۱ دسامبر ۱۹۳۷) بازیگر اهل ایالات متحده آمریکا بود.

## بخشی از فیلمشناسی
- ایده بزرگ (۱۹۳۴)
- گروه موسیقی وارد می‌شود (۱۹۳۵)
- سرعت (۱۹۳۶)
- سان فرانسیسکو (۱۹۳۶)